# نگیوال
نگیوال (به لاتین: Ngiwal) یک منطقهٔ مسکونی در پالائو است که در پالائو واقع شده‌است. نگیوال ۲۶ کیلومتر مربع مساحت و ۲۸۲ نفر جمعیت دارد.